# 洪山镇 (阆中市)
洪山镇，是中华人民共和国四川省南充市阆中市下辖的一个乡镇级行政单位。2019年10月，撤销朱镇乡和宝马镇，将其所属行政区域划归洪山镇管辖。

## 行政区划
洪山镇下辖以下地区：
朱洪路社区、松林村、德阳村、洗马滩村、宝龙台村、太洪村、董家店村、一把伞村、五郎坪村、白土垭村、长房子村、良善垭村和东庵村，玉宝村、金山观村、大柏垭村、多宝村、化琳村、金鼎村、明清村和回龙村，陵江村、猫儿井村、沿河村、王家山村、鹤林村、太华村、封阳村和金镶村。